# Procallimus distinctipes
Procallimus distinctipes är en skalbaggsart som först beskrevs av Maurice Pic 1906.  Procallimus distinctipes ingår i släktet Procallimus och familjen långhorningar. Inga underarter finns listade i Catalogue of Life.